# Jessica Tomasi
Jessica Tomasi (Trento, 3 de julio de 1986) es una deportista italiana que compitió en tiro con arco, en la modalidad de arco recurvo.
Ganó una medalla de oro en el Campeonato Mundial de Tiro con Arco al Aire Libre de 2011 y una medalla de bronce en el Campeonato Europeo de Tiro con Arco al Aire Libre de 2012, ambas en la prueba por equipo.
Además, consiguió tres medallas en los Juegos Mundiales entre los años 2009 y 2017.

## Palmarés internacional
| Campeonato Mundial al Aire Libre | Campeonato Mundial al Aire Libre | Campeonato Mundial al Aire Libre | Campeonato Mundial al Aire Libre |
| Año                              | Lugar                            | Medalla                          | Prueba                           |
| -------------------------------- | -------------------------------- | -------------------------------- | -------------------------------- |
| 2011                             | Turín (Italia)                   | Medalla de oro                   | Equipo                           |
| Campeonato Europeo al Aire Libre |                                  |                                  |                                  |
| Año                              | Lugar                            | Medalla                          | Prueba                           |
| 2012                             | Ámsterdam (Países Bajos)         | Medalla de bronce                | Equipo                           |